# Guvernoratele Tunisiei
Tunisia este divizată în 24 de guvernorate (wilayat, sing. wilayah):
| 1. Ariana 2. Béja 3. Ben Arous 4. Bizerte 5. Gabès 6. Gafsa 7. Jendouba 8. Kairouan 9. Kasserine 10. Kebili 11. Kef 12. Mahdia | 13. Manouba 14. Medenine 15. Monastir 16. Nabeul 17. Sfax 18. Sidi Bouzid 19. Siliana 20. Sousse 21. Tataouine 22. Tozeur 23. Tunis 24. Zaghouan |

Guvernoratele sunt împărțite în 264 de delegații sau districte (mutamadiyat), iar apoi în municipalități (Baladiyat), și sectoarele (Imadats).